# Ghent, Minnesota
Ghent är en ort i Lyon County i delstaten Minnesota, USA.